# François Viète
François Viète, lãnh chúa vùng Bigotière (François Viète, Seigneur de la Bigotière, tiếng La Tinh: Franciscus Vieta, phiên âm: Phrăng-xoa Vi-ét, 1540 - 23 tháng 2 năm 1603) là nhà toán học người Pháp làm việc trong lĩnh vực đại số, ông cũng là người giúp cho ngành toán học này tiến gần hơi tới đại số hiện đại bằng việc đề xuất sử dụng các chữ cái thay cho ẩn số trong phương trình. Ngoài ra, ông cũng là một thành viên nghị viện hoàng gia và đã phục vụ dưới triều hai vị vua Henri III và Henri IV của Pháp. 

## Tiểu sử

### Thuở ấu thơ
Ông được sinh tại Fontenay-le-Comte, mà hiện nay là Vendée. Ông nội của Viète là một thương nhân tới từ La Rochelle, và cha của ông - Etienne Viète là một luật sư tại Fontenay-le-Comte và công chứng viên ở Le Busseau. Mẹ của ông là dì của Barnabé Brisson, bà cũng là một thẩm phán - đồng thời là chủ tịch đầu tiên của nghị viện trong thời kì hưng thịnh của Liên đoàn Công giáo.
Viète học tại trường học cho dòng Phan Sinh, năm 1558 ông học luật ở Poitiers - tốt nghiệp ngành Cử nhân Luật vào năm sau đó (1559). Năm 1560, ông bắt đầu sự nghiệp của một thẩm phán tại thị trấn nơi Viète sinh sống. Ông thường phải giải quyết những vụ án, vụ tranh chấp lớn - trong đó có bảo đảm quyền và lợi ích của Mary I của Scotland hay giải quyết chi phí thuê nhà ở Poitou-Charentes của một góa phụ dưới sự kiểm soát của vua François đệ Nhất.

### Phục vụ cho gia tộc Parthenay
Năm 1564, Viète nhận việc phục vụ cho Antoinette d’Aubeterre (Quý bà Soubise) - vợ của Jean V de Parthenay-Soubise, một trong những chỉ huy quân sự của Huguenot, cũng là người đã tiến cử Viète tới Lyon để thu thập các tài liệu về chiến công phòng thủ của mình trước đoàn quân của chính quyền hoàng gia Pháp một năm trước đó. 
Cũng trong năm đó, tại Parc-Soubise, tại thị xã Mouchamps mà ngày nay là Vendée, Viète đã trở thành gia sư dạy kèm của Catherine de Parthenay - con gái 12 tuổi của bà Soubise. Ông đã dạy cô về khoa học, toán học và cùng với cô tìm hiểu nhiều vấn đề về lượng giác và thiên văn học - một vài trong số chúng vẫn còn tồn tại cho tới ngày nay. Trong những tài liệu này, Viète sử dụng hệ số thập phân (20 năm trước những nghiên cứu của Simon Stevin) và cũng đã đề cập tới quỹ đạo hình elip của các hành tinh - 40 năm trước Johannes Kepler và 20 năm trước cái chết của Giordano Bruno. 
John V de Parthenay đã tiến cử ông lên vua Charles IX. Viète đã thống kê lại gia phả của nhà Parthenay, cũng như một cách để tưởng nhớ khi Jean V de Parthenay-Soubise đã qua đời vào năm 1566. 
Năm 1568, Antoinette (hay Quý bà Soubise) gả người con gái Catherine của mình cho Nam tước Charles de Quellenec, Viète đã theo bà đi tới La Rochelle - nơi ông có dịp gặp mặt giới chóp bu của tầng lớp quý tộc theo tư tưởng thần học Calvin khi đó như Coligny, Condé hay Juana III của Navarra và con trai của bà, sau này trở thành vua Henri IV của Pháp. 
Năm 1570, ông từ chối đại diện cho gia đình nhà Soubise trong vụ kiện Nam tước de Quellenec khi họ cho rằng vị nam tước đã không thể (hoặc không mong muốn) sinh con thừa kế. 

### Những bước đầu tiên ở Paris
Năm 1571, Viète được nhận vào làm luật sư ở Paris - cùng thời gian đó vẫn tiếp tục thăm hỏi cô học sinh Catherine. Ông thường sống ở Fontenay-le-Comte, ở đó ông đảm nhận một vài công việc ở thành phố. Ông bắt đầu xuất bản nghiên cứu Universalium inspectionum ad Canonem mathematicum liber singularis (Một cuốn sách độc đáo về những quan sát phổ quát về các vấn đề toán học kinh điển) và tiếp tục nghiên cứu các công trình toán học khác, thường là vào ban đêm khi vẫn đang đảm đương các công việc của thành phố. Ông say mê suy nghĩ một câu hỏi, hoặc một vấn đề tới mức có thể ngồi chống tay trên bàn tới ba ngày liên tục mà không đổi tư thế. (theo lời bạn của ông, Jacques de Thou).
Năm 1572, trong thời gian diễn ra cuộc thảm sát ngày lễ Thánh Barthélemy, khi đó Viète đang ở Paris. Đêm hôm diễn ra vụ thảm sát, nam tước De Quellenec bị ám sát sau khi đã cố gắng cứu Gaspard de Coligny vào đêm ngày hôm trước. Cùng năm, Viète có dịp gặp gỡ Françoise de Rohan (Quý bà của Garnache) và trở thành người đại diện để chống lại công tước Jacques xứ Nemours. 
Năm 1573, ông trở thành ủy viên của Nghị viện Brittany tại Rennes, hai năm sau ông nhận được sự đồng ý của quý bà Soubise để anh trai của Viète - Công tước René de Rohan kết hôn với Catherine de Parthenay.  

## Đóng góp và tư tưởng

### Cho lĩnh vực đại số

#### Bối cảnh
Vào cuối thế kì XVI, các nhà toán học chịu ảnh hưởng của cả toán học Hy Lạp - khi các công cụ hình học được họ sử dụng và toán học Ả Rập khi đưa ra hệ chữ số thập phân và những hướng đi mới cho các bài toán. Ở thời của Viète, ngành đại số đang biến động mạnh bởi phân ban số học khi đưa ra hàng loạt các quy tắc mới, khiến cho hình học chặt chẽ hơn. Trong khi đó, các nhà toán học người Ý như Luca Pacioli, Scipione del Ferro, Niccolo Fontana Tartaglia, Lodovico Ferrari và đặc biệt là Raphael Bombelli (1560) đã phát triển được kĩ thuật để giải phương trình bậc ba - mở ra những vấn đề mới cho toán học. 
Ở một chiều hướng khác, tại trường Coss tại Đức, nhà toán học xứ Wales Robert Recorde (1550) hay nhà toán học người Hà Lan Simon Stevin (1581) bắt đầu manh nha ý tưởng về các kí hiệu đại số, dấu phẩy của hệ số thập phân và các số mũ. Số phức khi đó là một vấn đề triết học được quan tâm rất lớn về sự tồn tại của nó và Đề-các, sau gần một thế kỉ mà số ảo được đưa ra đã sử dụng chúng cho các nghiên cứu của mình.
Nhiệm vụ của các nhà toán học khi đó có hai phần ngược nhau: Phải làm thế nào đó để khiến đại số trở nên hình học hóa - có thể dễ dàng hình dung hơn và ngược lại, khiến cho hình học có thể được đại số hóa, cho phép các tính toán trực tiếp trên mặt phẳng. Cả Viète và Descartes đã giải quyết được cả hai vấn đề này - từ đó tạo ra hai cuộc cách mạng tư tưởng trong toán học. 

#### Hệ thống kí hiệu đại số của Viète
Đầu tiên, Viète muốn đại số có những cơ sở và công cụ mạnh tương đương với hình học. Ông cuối cùng đi tới kết luận về việc loại bỏ những thủ tục rườm rà khi tính toán, tạo ra hệ thống kí hiệu đại số đầu tiên và theo đó khẳng định rằng mọi vấn đề đều có thể được giải quyết (nullum non problema solvere).